# Michal Vašečka
Michal Vašečka (* 7. července 1972, Poprad) je slovenský sociolog.

## Život
Vystudoval sociologii na Filozofické fakultě Univerzity Komenského v Bratislavě a Masarykově univerzitě v Brně. Později studoval na The New School v New Yorku a v roku 2004 získal titul PhD. na Fakultě sociálních studií Masarykovy univerzity.
Pracoval v Dokumentačním centru pro výzkum slovenské společnosti, dále v bratislavském Institutu pro veřejné otázky (1998–2005) a na Fakultě sociálních studií Masarykovy univerzity (2002–2017). Byl poradcem Světové banky a Agentury pro vědu a výzkum SR. Zabýval se také romskou otázkou nejen na Slovensku, ale i v jiných evropských státech.
Zaměřuje se na etnická a migrační studia, otázky populismu, extremismu a fungování občanské společnosti. Od roku 2012 působí jako zástupce Slovenské republiky v European Commission Against Racism and Intolerance (ECRI) při Radě Evropy ve Štrasburku. Od roku 2015 přednáší na Bratislava International School of Liberal Arts (BISLA). Od roku 2016 stál v čele redakční rady Denníku N, od roku 2017 je programovým ředitelem Bratislava Policy Institute.

## Dílo
- Čačipen pal o Roma: Súhrnná správa o Rómoch na Slovensku, IVO 2002
- Rómske hlasy - Rómovia a ich politická participácia v transformačnom období, IVO 2002
- Vlado Rafael, Michal Vašečka: Rómovia - 30 rokov po revolúcii, eduRoma, 2020